# Sílvia Rebelo
Sílvia Rebelo, de son nom complet Sílvia Marisa Garcia Rebelo, née le 20 mai 1989 au Portugal, est une footballeuse internationale portugaise jouant au poste de défenseure. Elle évolue au sein du SL Benfica et elle est Internationale portugaise depuis 2008.

## Biographie
Silvia Rebelo commence le football en 2002 à la Fundação Laura Santos, et entame sa carrière semi-professionnelle en 2009. Malgré plus de 50 sélections internationales pour le Portugal, elle travaille dans la blanchisserie de la fondation, tout en jouant pour son équipe dans la ligue semi-professionnelle portugaise. Elle y travaille huit heures par jour et s'entraîne la nuit. Elle s'entraîne également avec l'équipe masculine du CD Gouveia. 
Le 31 juillet 2016, Silvia Rebelo rejoint la section féminine nouvellement créée du SC Braga. En octobre 2016, la Fédération de football portugaise la nomme au titre de l'athlète féminine de l'année. 
Le 12 juin 2018, elle rejoint, une nouvelle fois une équipe nouvellement formée, celle du SL Benfica. elle en devient une des toutes premières capitaines, comme elle l'a été dans ses clubs précédents. Dès la première saison elle remporte la coupe du Portugal ainsi que le championnat du Portugal féminin de II Divisão et la Supercoupe du Portugal.

## Statistiques

### En club
| Saison                | Club                  | Championnat           | Championnat | Championnat | Coupe(s) nationale(s) | Coupe(s) nationale(s) | Compétition(s) continentale(s) | Compétition(s) continentale(s) | Compétition(s) continentale(s) | Sélection | Sélection | Sélection | Total | Total |
| Saison                | Club                  | Division              | M.          | B.          | M.                    | B.                    | Comp.                          | M.                             | B.                             | Équipe    | M.        | B.        | M.    | B.    |
| 2007-2008             | Fundação Laura Santos | -                     | -           | -           | -                     | -                     | -                              | -                              | -                              | U19       | 9         | 0         | 9     | 0     |
| 2008-2009             | Fundação Laura Santos | II Divisão            | -           | -           | -                     | -                     | -                              | -                              | -                              | A         | 5         | 0         | 5     | 0     |
| 2009-2010             | Fundação Laura Santos | II Divisão            | -           | -           | -                     | -                     | -                              | -                              | -                              | A         | 12        | 1         | 12    | 1     |
| 2010-2011             | Fundação Laura Santos | II Divisão            | -           | -           | -                     | -                     | -                              | -                              | -                              | A         | 4         | 0         | 4     | 0     |
| 2011-2012             | Fundação Laura Santos | II Divisão            | -           | -           | -                     | -                     | -                              | -                              | -                              | A         | 11        | 0         | 11    | 0     |
| 2012-2013             | Fundação Laura Santos | Nacional Feminino     | -           | -           | -                     | -                     | -                              | -                              | -                              | A         | 2         | 0         | 2     | 0     |
| 2013-2014             | Fundação Laura Santos | Promoção Feminino     | 10          | 16          | -                     | -                     | -                              | -                              | -                              | A         | 4         | 0         | 14    | 16    |
| 2014-2015             | Fundação Laura Santos | Nacional Feminino     | -           | -           | -                     | -                     | -                              | -                              | -                              | A         | 10        | 0         | 10    | 0     |
| 2015-2016             | Fundação Laura Santos | Liga Allianz          | 22          | 0           | -                     | -                     | -                              | -                              | -                              | A         | 12        | 0         | 34    | 0     |
| Sous-total            | Sous-total            | Sous-total            | 32          | 16          | -                     | -                     | -                              | -                              | -                              | -         | 69        | 1         | 101   | 17    |
| 2016-2017             | SC Braga              | Liga Allianz          | 23          | 3           | 3                     | 0                     | -                              | -                              | -                              | A         | 14        | 0         | 40    | 3     |
| 2017-2018             | SC Braga              | Liga Allianz          | 20          | 3           | 7                     | 1                     | -                              | -                              | -                              | A         | 7         | 0         | 34    | 4     |
| Sous-total            | Sous-total            | Sous-total            | 43          | 6           | 10                    | 1                     | -                              | 0                              | 0                              | -         | 21        | 0         | 74    | 7     |
| 2018-2019             | SL Benfica            | II Divisão            | 22          | 6           | 8                     | 4                     | -                              | -                              | -                              | A         | 10        | 0         | 40    | 10    |
| 2019-2020             | SL Benfica            | Liga BPI              | 15          | 4           | 9                     | 1                     | -                              | -                              | -                              | A         | 8         | 0         | 32    | 5     |
| 2020-2021             | SL Benfica            | Liga BPI              | 21          | 1           | 3                     | 0                     | LDC                            | 4                              | 0                              | A         | 9         | 0         | 37    | 1     |
| 2021-2022             | SL Benfica            | Liga BPI              | 1           | 0           | 1                     | 0                     | LDC                            | 4                              | 0                              | A         | 2         | 0         | 8     | 0     |
| Sous-total            | Sous-total            | Sous-total            | 59          | 11          | 21                    | 5                     | -                              | 8                              | 0                              | -         | 29        | 0         | 117   | 16    |
| Total sur la carrière | Total sur la carrière | Total sur la carrière | 134         | 33          | 31                    | 6                     | -                              | 8                              | 0                              |           | 119       | 1         | 292   | 40    |

Statistiques actualisées le 4 décembre 2021

#### Matchs disputés en coupes continentales[8]
| Matchs | Date             | Stade                              | Adversaire     | Résultat | Minutes | Compétition         | Buts | Tour                           | Club       |
| ------ | ---------------- | ---------------------------------- | -------------- | -------- | ------- | ------------------- | ---- | ------------------------------ | ---------- |
| 1      | 4 novembre 2020  | Makedonikos Stadium, Thessalonique | PAOK Salonique | 1 – 3    | 90 min  | Ligue des champions | 0    | Premier tour de qualification  | SL Benfica |
| 2      | 18 novembre 2020 | Stade Lotto Park, Bruxelles        | RSC Anderlecht | 1 – 2    | 90 min  | Ligue des champions | 0    | Deuxième tour de qualification | SL Benfica |
| 3      | 9 décembre 2020  | Benfica Campus, Seixal             | Chelsea        | 0 – 5    | 90 min  | Ligue des champions | 0    | Seizièmes de finale            | SL Benfica |
| 4      | 16 décembre 2020 | Kingsmeadow, Kingston upon Thames  | Chelsea        | 3 – 0    | 90 min  | Ligue des champions | 0    | Seizièmes de finale            | SL Benfica |
| 5      | 21 août 2021     | Stade Nogometni, Zenica            | Racing FC      | 0 – 7    | 90 min  | Ligue des champions | 0    | Premier tour de qualification  | SL Benfica |
| 6      | 31 août 2021     | Stade De Grolsch Veste, Enschede   | FC Twente      | 1 – 1    | 90 min  | Ligue des champions | 0    | Deuxième tour de qualification | SL Benfica |

### En sélection nationale[9]
Coté sélection, après avoir joué avec les U19, elle débute avec les A, le 27 septembre 2008, lors d'un match de qualification pour le championnat d'Europe 2009, contre l'Ukraine, où elle entre à la 90e en remplacement d'Emily Lima. Lors de l'Algarve Cup 2016, elle est désignée comme la meilleure joueuse portugaise de la compétition. Le 6 juillet 2017, l'entraîneur Francisco Neto l'inclut dans la liste des joueuses qui disputeront le championnat d'Europe 2017. Elle joue les trois matches du Portugal lors de ce tournoi.
Le 23 octobre 2020, elle dispute son 100e match international lors d'une victoire 3-0 contre Chypre dans le cadre de la qualification pour le mondial 2022.
| Matches officiels de Sílvia Rebelo en sélections portugaises au 4 septembre 2021 | Matches officiels de Sílvia Rebelo en sélections portugaises au 4 septembre 2021 | Matches officiels de Sílvia Rebelo en sélections portugaises au 4 septembre 2021 | Matches officiels de Sílvia Rebelo en sélections portugaises au 4 septembre 2021 | Matches officiels de Sílvia Rebelo en sélections portugaises au 4 septembre 2021 |
| Club                                                                             | V.                                                                               | N.                                                                               | D.                                                                               | Buts                                                                             |
| -------------------------------------------------------------------------------- | -------------------------------------------------------------------------------- | -------------------------------------------------------------------------------- | -------------------------------------------------------------------------------- | -------------------------------------------------------------------------------- |
| Portugal U19 (14 matchs:12.96 %)                                                 | 1 (7.14 %)                                                                       | 4 (28,57 %)                                                                      | 9 (64,29 %)                                                                      | 0 (00,00 %)                                                                      |
| Portugal A (108 matchs: 87.04 %)                                                 | 40 (37,04 %)                                                                     | 18 (16,67 %)                                                                     | 50 (46,29 %)                                                                     | 1 (100,00 %)                                                                     |
| Total                                                                            | 41 (33,61 %)                                                                     | 22 (18,03 %)                                                                     | 59 (48,36 %)                                                                     | 1                                                                                |

#### Buts de Sílvia Rebelo en sélection du Portugal A
Le 31 mars 2010, elle inscrit son premier et unique but international à ce jour, face à l'Arménie, lors d'un match de qualification comptant pour la Coupe du monde 2011.
| Sélections | Date         | Stade                            | Adversaire | Résultat | Compétition          | Buts |
| ---------- | ------------ | -------------------------------- | ---------- | -------- | -------------------- | ---- |
| 16e        | 31 mars 2010 | Complexo Desportivo Tocha, Tocha | Arménie    | 7 – 0    | Qualif. Mondial 2011 | 1    |

## Palmarès

### Avec laFundação Laura Santos
- Vice-championne de la Promoção Feminina : 2 fois — 2011-12 et 2013-14.

### Avec leSC Braga
- Vice-championne du championnat du Portugal : 2 fois — 2016-17 et 2017-2018.
- Finaliste de la coupe du Portugal : 2 fois — 2016-17 et 2017-18.
- Finaliste de la Supercoupe : 1 fois — 2017.

### Avec leSL Benfica
- Vainqueur du championnat du Portugal : 1 fois — 2020-21.
- Vainqueur de la coupe du Portugal : 1 fois — 2018-19.
- Vainqueur de la Supercoupe du Portugal : 1 fois — 2019
- Vainqueur de la coupe de la Ligue : 2 fois — 2019-20 et 2020-21.
- Championne de la II Divisão : 1 fois — 2018-19.
- Finaliste de la coupe du Portugal : 1 fois — 2019-20.
- Finaliste de la Supercoupe : 1 fois — 2021.